# (35036) 1981 EC30
1981 EC30 (asteroide 35036) é um asteroide da cintura principal. Possui uma excentricidade de 0.01337740 e uma inclinação de 18.55416º.
Este asteroide foi descoberto no dia 2 de março de 1981 por Schelte J. Bus em Siding Spring.